# Tawin Hanprab
Tawin Hanprab (Pathum Thani, 1 augustus 1998) is een Thais taekwondoka. In de zomer van 2016 won hij op de Olympische Zomerspelen 2016 in Rio de Janeiro in het taekwondotoernooi in de klasse tot 58 kilogram de zilveren medaille. Op 17 augustus verloor hij in de finale van de Chinese taekwondoka Zhao Shuai met 4–6. Het was de eerste medaille voor Thailand buiten het gewichtheffen, wat voor het land in 2016 de meest succesvolle sport was. Hanprab had zich in het voorjaar van 2016 via het olympisch kwalificatietoernooi gekwalificeerd door de finale van de Aziatische divisie te bereiken, waarin hij diezelfde Zhao zou treffen; Hanprab trok zich echter voorafgaand aan de wedstrijd terug. Kwalificatie had hij reeds afgedwongen door in de halve finale te winnen.